# Spirostreptus kandyanus
Spirostreptus kandyanus är en mångfotingart som beskrevs av Jean-Henri Humbert. Spirostreptus kandyanus ingår i släktet Spirostreptus och familjen Spirostreptidae. Inga underarter finns listade i Catalogue of Life.